# Number 1 Angel
Number 1 Angel – trzeci mixtape angielskiej piosenkarki i autorki tekstów Charli XCX, wydany 10 marca 2017 roku, nakładem Asylum Records i Atlantic Records. Mixtape zawiera 10 utworów i był nagrywany w Los Angeles, jako jej współpraca z producentem muzycznym, A.G. Cookiem, założycielem wytwórni PC Music. Kilku innych producentów związanych z PC Music, również przyczyniło się do wyprodukowania mixtape'u, w tym Sophie, która już wcześniej wyprodukowała całą EP-kę Charli, Vroom Vroom. Mixtape został przydzielony do gatunku avant-pop i electropop.

## Tło
W styczniu 2017 roku Charli w wywiadzie dla magazynu Rolling Stone powiedziała, że planuje wydać trzeci mixtape przed wydaniem albumu. Mixtape miał zostać wydany w lutym 2017 roku, ale data wydania została przesunięta, gdyż Charli popadła w konflikt z wytwórnią. Charli nagrała początkowo mixtape bez zgody wytwórni stwierdzając, że przez sytuację z opóźnieniem na tamten moment jej trzeciego albumu, poczuła się "sfrustrowana i zirytowana".

## Odbiór krytyczny
Number 1 Angel otrzymał ogólnie pozytywne opinie wśród krytyków. Na Metacritic, średnia ocena mixtape'u wynosi 73/100, na podstawie 5 recenzji.

## Lista utworów
1. "Dreamer" (ft. Starrah i Raye)
2. "3AM (Pull Up)"
3. "Blame It on U"
4. "Roll with Me"
5. "Emotional"
6. "ILY2"
7. "White Roses"
8. "Babygirl" (ft. Uffie)
9. "Drugs" (ft. Abra)
10. "Lipgloss" (ft. CupcakKe)